# Žbandaj
Žbandaj är en ort i Kroatien.   Den ligger i länet Istrien, i den västra delen av landet, 190 km väster om huvudstaden Zagreb. Žbandaj ligger 126 meter över havet och antalet invånare är 296.
Terrängen runt Žbandaj är lite kuperad. Runt Žbandaj är det ganska tätbefolkat, med 155 invånare per kvadratkilometer. Närmaste större samhälle är Poreč, 7,2 km väster om Žbandaj. Omgivningarna runt Žbandaj är en mosaik av jordbruksmark och naturlig växtlighet.